# Instytut Systematyki i Ewolucji Zwierząt Polskiej Akademii Nauk
Instytut Systematyki i Ewolucji Zwierząt Polskiej Akademii Nauk w Krakowie jest prawdopodobnie najstarszą placówką badawczą Polskiej Akademii Nauk, działającą bez przerwy w tym samym miejscu.

## Rys historyczny
Założony w 1865 przez Towarzystwo Naukowe Krakowskie, pierwotnie pod nazwą: Komisja Fizjograficzna. W tym samym roku jako integralna całość zostało utworzone Muzeum Przyrodnicze Instytutu Systematyki i Ewolucji Zwierząt PAN – początkowo nazwane: Muzeum Fizjograficzne.
Instytut przetrwał mimo wojen, zmian rządów i wpływów zagranicznych. W następstwie burzliwych wydarzeń politycznych, zarówno nazwa, jak i przynależność instytutu były przedmiotem wielu zmian w trakcie jego istnienia. Większość decyzji w sprawie tych zmian zostało podjętych pod naciskiem osób nie związanych z Instytutem, a nie przez jego władze.
Prawie od samego początku swego istnienia Instytut był placówką prowadzącą równolegle trzy kierunki działalności: badania naukowe, gromadzenie zbiorów naukowych, oraz organizowanie wystaw przyrodniczych.
| Lata | Nazwa                                                 | Przynależność                  |
| ---- | ----------------------------------------------------- | ------------------------------ |
| 1865 | Komisja Fizjograficzna                                | Towarzystwo Naukowe Krakowskie |
| 1872 | Komisja Fizjograficzna                                | Akademia Umiejętności          |
| 1918 | Komisja Fizjograficzna                                | Polska Akademia Umiejętności   |
| 1953 | Oddział Krakowski Instytutu Zoologicznego w Warszawie | Polska Akademia Nauk           |
| 1962 | Zakład Zoologii Systematycznej                        | Polska Akademia Nauk           |
| 1969 | Zakład Zoologii Systematycznej i Doświadczalnej       | Polska Akademia Nauk           |
| 1989 | Instytut Systematyki i Ewolucji Zwierząt              | Polska Akademia Nauk           |

## Zadania Instytutu
Głównym zadaniem Instytutu jest prowadzenie badań poświęconych różnym aspektom systematyki zwierząt współcześnie żyjących oraz kopalnych, faunistyki oraz cytologii. Projekty naukowe prowadzone w działach Instytutu koncentrują się na trzech głównych kierunkach badań:
- badaniach kopalnych kręgowców i bezkręgowców
- badaniach taksonomicznych i filogenetycznych Paramecium, owadów i innych bezkręgowców również z wykorzystaniem technik molekularnych i metod kladystycznych
- badaniach ekologicznych mających na celu poznanie współzależności różnorodności biotycznej i funkcjonowania ekosystemów

Instytut uzyskaniem prawo do nadawania tytułu doktora oraz doktora habilitowanego nauk biologicznych.

## Muzeum Przyrodnicze Instytutu Systematyki i Ewolucji Zwierząt PAN
Integralną częścią Instytutu jest Muzeum Przyrodnicze ISEZ PAN. Od 1992 roku siedziba Muzeum znajduje się przy ul. św. Sebastiana, w budynku dawnej „Łaźni Rzymskiej”. Na terenie Muzeum zorganizowano kilkadziesiąt wystaw okresowych, również przy współpracy z zagranicznymi muzeami m.in. z Francji, Szwajcarii, Ukrainy i Niemiec. Muzeum przygotowało ponad 40 wystaw wyjazdowych w Polsce oraz kilkanaście konferencji ogólnopolskich i międzynarodowych.
Należące do Instytutu zbiory naukowe liczą ponad 1,7 miliona, bardzo często unikalnych, okazów bezkręgowców i kręgowców zarówno kopalnych, jak i współczesnych.

## Wydania własne
Instytut Acta Zoologica Cracoviensia (półrocznik), Folia Biologica (kwartalnik) i Monografie Fauny Polski, a także książki autorstwa swoich pracowników.

## Biblioteka
Biblioteka ISEZ PAN posiada jeden z największych w Polsce księgozbiorów z zakresu zoologii. Księgozbiór ten obejmuje łącznie blisko 108 tys. pozycji, w tym ponad 53 tys. książek i odbitek oraz ponad 52 tys. woluminów czasopism. Pozostałą liczbę stanowią zbiory specjalne, wśród nich 539 woluminów starodruków (stan z grudnia 2012).

## Galeria

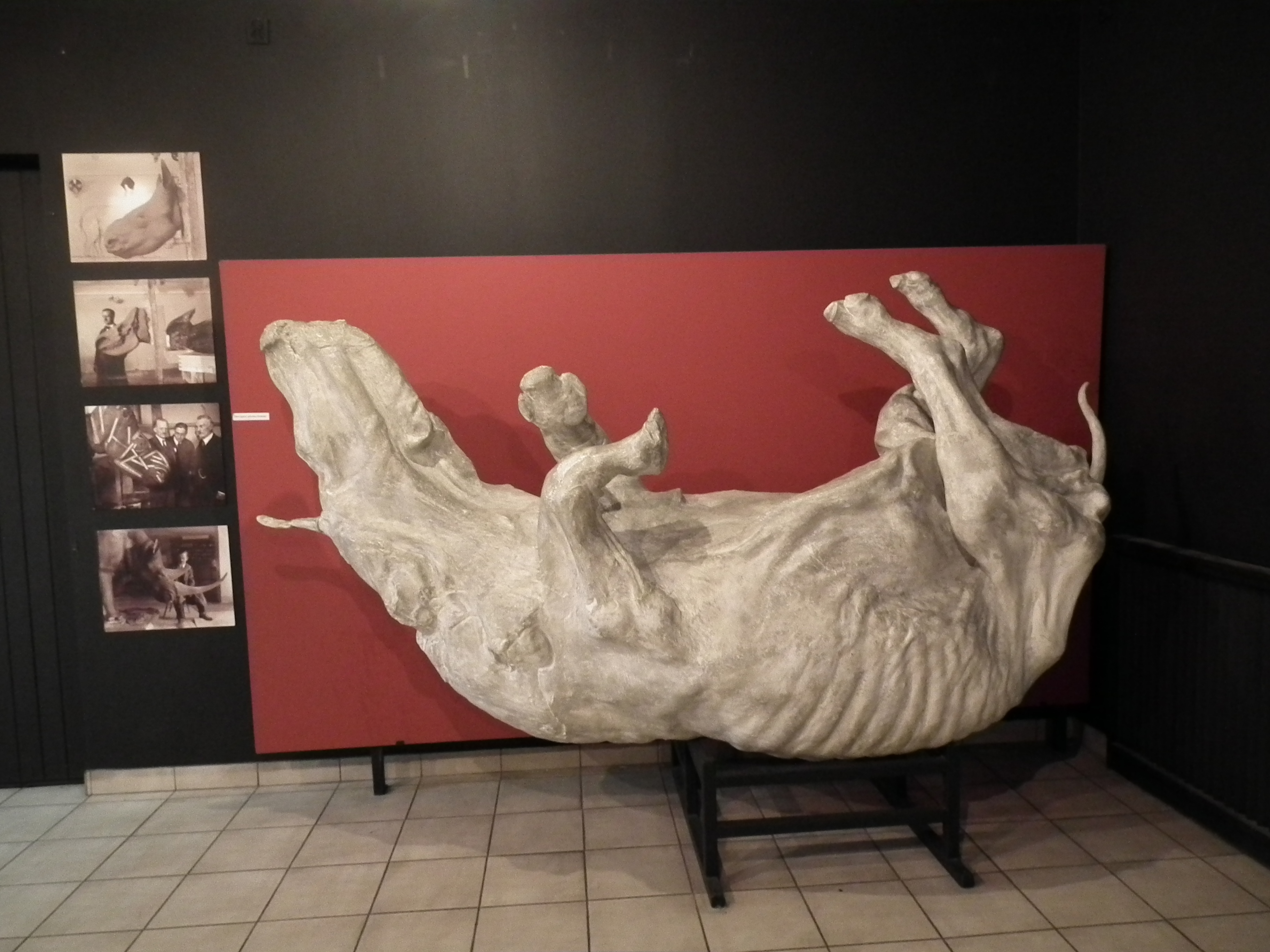
Sala z Nosorożcem
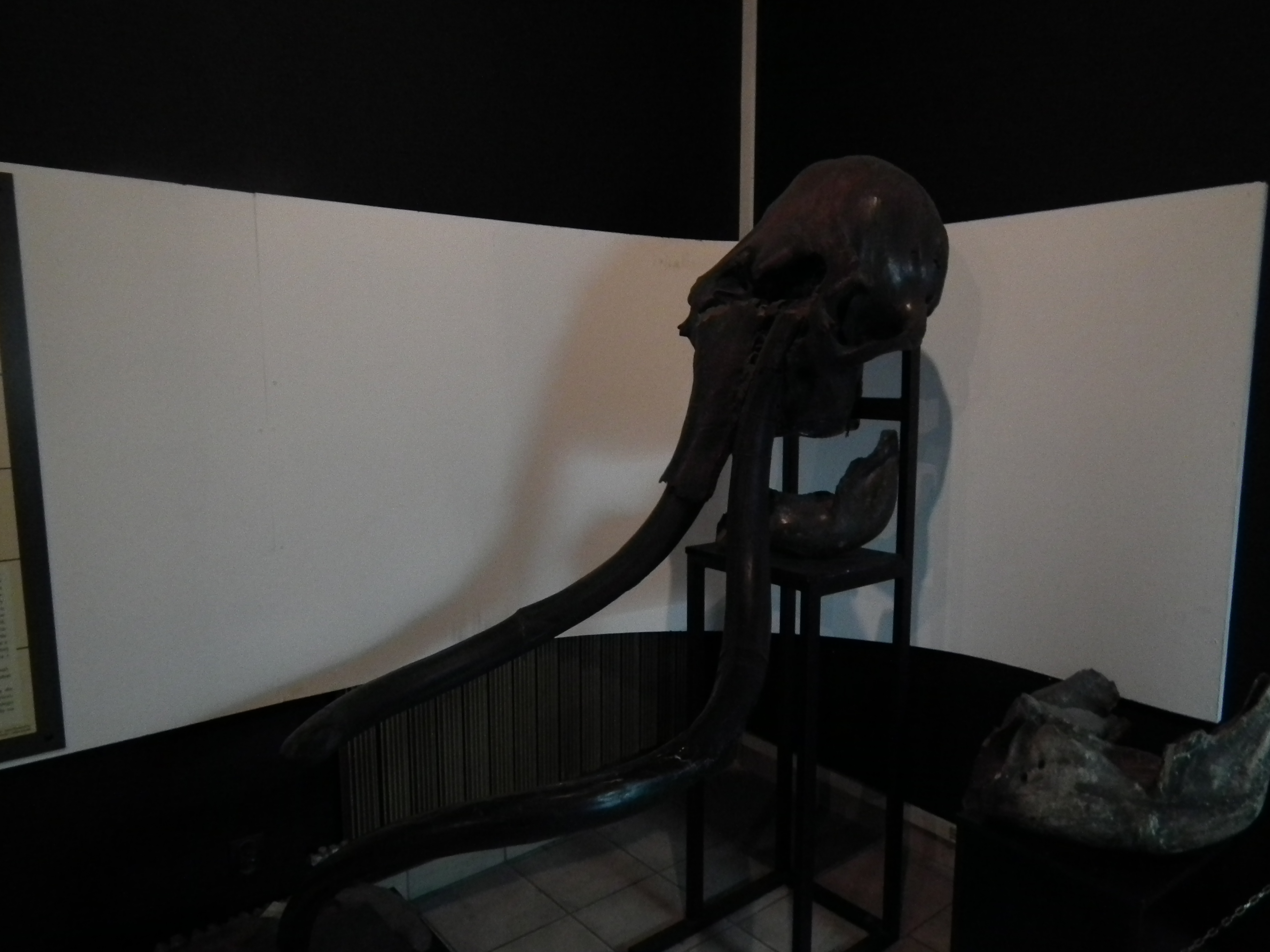
Czaszka mamuta
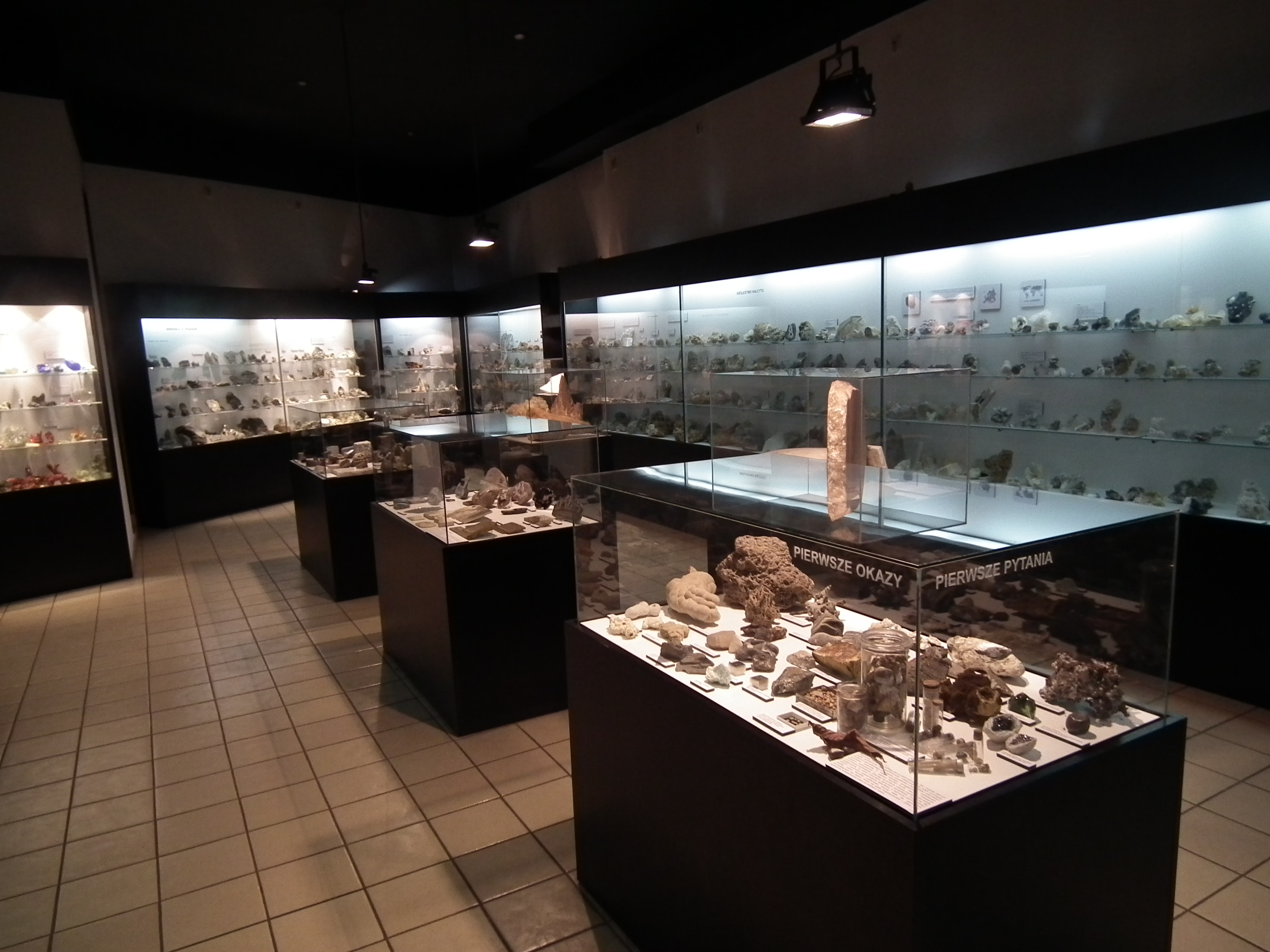
Sala Minerałów